# Liste von Söhnen und Töchtern der Stadt João Pessoa
Die Liste von Söhnen und Töchtern der Stadt João Pessoa zählt Personen auf, die im Munizip der Hauptstadt João Pessoa des brasilianischen Bundesstaates Paraíba  geboren wurden und in der deutschsprachigen Wikipedia mit einem Artikel vertreten sind. Die Liste erhebt keinen Anspruch auf Vollständigkeit.

## 20. Jahrhundert

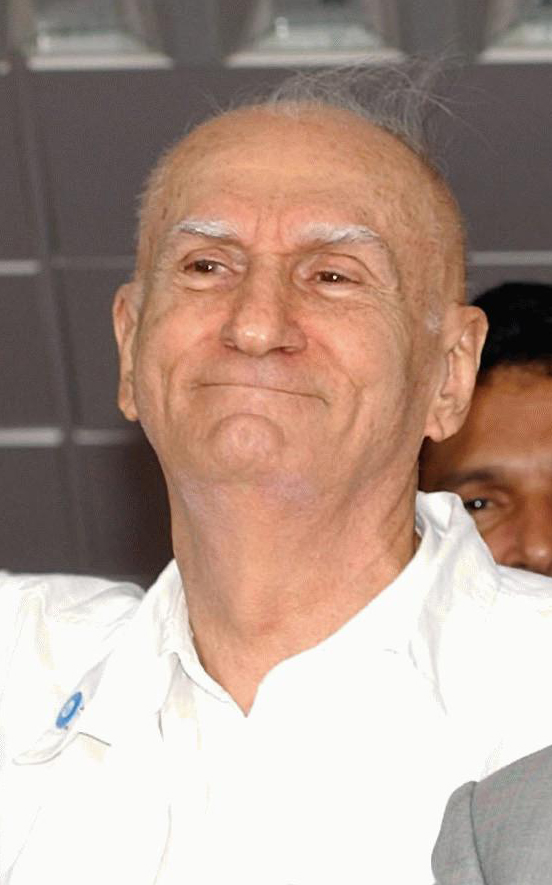
Ariano Suassuna
(1927–2014)

- Carlos Gouvêa Coelho (1907–1964), römisch-katholischer Geistlicher, Erzbischof von Olinda e Recife
- Aderbal Jurema (1912–1986), Rechtsanwalt, Journalist und Politiker
- Eliseu Maria Gomes de Oliveira (1920–2002), Bischof von Itabuna
- Ariano Suassuna (1927–2014), Schriftsteller
- Lúcia Braga (1934–2020), Politikerin
- Geraldo Vandré (* 1935), Sänger, Gitarrist und Komponist
- Vanderlan da Silva Bolzani (* 1949), Chemikerin und Hochschullehrerin
- Júnior, Leovegildo Lins da Gama Júnior (* 1954), Fußballspieler
- Ariano Fernandes (* 1963), Politiker
- Fumaça (* 1973), brasilianisch-portugiesischer Fußballspieler
- Rafael Alencar (* 1978), Zahnarzt und Pornodarsteller
- Basílio de Moraes (* 1982), Leichtathlet
- José Ricardo dos Santos Oliveira (* 1984), Fußballspieler
- Mayssa Pessoa (* 1984), Handballspielerin
- Paulo Henrique Carneiro Filho (* 1989), Fußballspieler
- Andressa de Morais (* 1990), Diskuswerferin
- Vitor Gonçalves Felipe (* 1991), Beachvolleyballspieler
- Douglas Santos (* 1994), Fußballspieler
- Otávio, Otávio Edmilson da Silva Monteiro (* 1995), Fußballspieler
- Andressa Cavalcanti (* 1996), Beachvolleyballspielerin
- George Souto Maior Wanderley (* 1996), Beachvolleyballspieler
- Edival Pontes (* 1997), Taekwondoin
- Matheus Cunha (* 1999), Fußballspieler

## 21. Jahrhundert
- Luis Henrique (* 2001), Fußballspieler